# Víctor García Hoz
Víctor García Hoz (Campillo de Aranda, Burgos, 30 de març de 1911, – Madrid, 18 de febrer de 1998) va ser el primer Doctor en Pedagogia de la universitat espanyola. En 1944 va ocupar la càtedra de Pedagogia Experimental i Diferencial en la Facultat de Filosofia i Lletres de la Universitat de Madrid; posteriorment va ser Director de l'Institut de Pedagogia del Consell Superior d'Investigacions Científiques. Va ser fundador i president d'honor de la Societat Espanyola de Pedagogia, i director de la seva revista, Bordón. A més, va presidir el Seminari Permanent d'Educació Personalitzada i va formar part des de l'inici del Consell d'Administració de Foment de Centres d'Ensenyament. Així mateix, va ser membre de la Reial Acadèmia de Ciències Morals i Polítiques i un dels 3 primers membres supernumeraris de l'Opus Dei.

## Biografia i obra
Nascut el 1911 a Campillo d'Aranda (Burgos), la seva anava a ser una vida dedicada completament a l'educació. Va començar exercint la docència com a mestre rural. Més tard seria director de l'Escola Annexa a la Normal de Mestres de Madrid i professor de l'Escola d'Estudis Penitenciaris. En 1933 també milità a Acció Catòlica.
En 1940 va defensar la seva tesi doctoral en la Universitat Complutense de Madrid sobre El concepto de lucha en la ascética española y la educación de la juventud. Segons algunes fonts fou en el primer Doctor en Filosofia i Lletres, Secció de Pedagogia, de la universitat espanyola en considerar sols l'època franquista. En 1944 va ocupar la càtedra de Pedagogia Experimental i Diferencial en la Facultat de Filosofia i Lletres de la Universitat de Madrid. Més tard va ser Director de l'Institut de Pedagogia del Consell Superior d'Investigacions Científiques, fins a 1981.
Va ser fundador i president d'honor de la Societat Espanyola de Pedagogia, així com director de la seva revista, Bordón. També va ser President del Seminari Permanent d'Educació Personalitzada, i va formar part del Consell d'Administració de l'empresa educativa Foment de Centres d'Ensenyament des de la seva constitució (1963), i membre de la Reial Acadèmia de Ciències Morals i Polítiques.
Víctor García Hoz és considerat una de les figures més rellevants de la pedagogia espanyola contemporània. La seva personalitat i obra pedagògica van adquirir relleu internacional, en ser pioner d'un moviment pedagògic renovador que, basat en el concepte de l'educació personalitzada, es va desenvolupar a partir de la dècada dels seixanta. Entorn d'aquest punt es van centrar la majoria de les seves recerques, conformant així un cos de coneixements i estudis de referència obligada. Va idear diversos models teòric-pràctics i va estendre les seves experiències a diferents àmbits socials, institucions i nivells educatius.
També va realitzar valuoses aportacions pel que fa a l'ús del mètode experimental en la solució de problemes educatius, i a la sistematització dels sabers pedagògics. A causa del gran nombre de recerques científiques que va tutelar, va estendre el seu magisteri a un nodrit grup de professors seguidors de la seva escola i original estil de fer.
Va publicar prop de mig centenar de llibres, molts d'ells traduïts a altres idiomes. La seva obra més important és el Tratado de educación personalizada (acabada el 1997), dividida en trenta-tres volums i realitzada en col·laboració amb professors europeus i americans.

## L′Instituto de Pedagogiai el franquisme
Víctor García Hoz tingué una influència decisiva en l'educació del franquisme especialment en les etapes inicial i central de la dictadura. Exercida a través del Consejo Nacional de Educación, la seva càtedra de la universitat madrilenya i de l'Instituto San José de Calasanz de Pedagogia del Consejo Superior de Investigaciones Cientçificas (CIS). El 1944 succeí al pare Manuel Barbado al davant de l'Instituto de Pedagogia construït sobre el depurat Museo Pedagógico. García Hoz liderà els poders polítics del sistema que conformaren l'intelligentsia del nivell superior del sistema educatiu espanyol. Sota la seva direcció s'agrupà un destacat elenc de pedagogs del nou règim polític la majoria d'ells propers a l'Asociación Católica Nacional de Propagandistas (ACNP) i a l'Opus Dei. Més endavant García Hoz esdevingué un destacat membre d'aquesta entitat religiosa.
L'Instituto San José de Calasanz de Pedagogia tenia com a finalitat l'estudi i la recerca de les qüestions pedagògiques, tant pràctiques com teòriques. Comptà amb la millor biblioteca especialitzada de l'epoca hereva de la del Museo Pedagógico. Tal com assenyala García Hoz, la doctrina fonamental de l'Institut era d'inspiració cristiana i fonamentada en el pensament aristotèlic-tomista. Comptà amb una Secció d'Investigació pedagògica a Barcelona, amb tres àrees: pedagogia, didàctica i història sota la direcció de Joan Tusquets i Terrats. També creà, el 1943, la Revista Española de Pedagogia, que sols es publicà durant tres anys. Aquesta revista acollí des de la filosofia i la història de l'educació fins a la preocupació estadística pels analitzar els problemes educatius. García Hoz estigué al capdavant del grup de catedràtics de pedagogia vinculats al catolicisme i a la jerarquia eclesiàstica. El qual neutralitzà la influència del totalitarisme de la Falange a la universitat espanyola i cercà una modernització pedagògica i una legitimació del franquisme basada en la tradició i la racionalitat.
L'acció i la política educatives que García Hoz donà a través especialment de l'Instituto de Pedagogía mostren no sols la seva evolució personal sinó, també, la del règim de la dictadura franquista pel que fa a pedagogia. Ja des de 1944 trobem la seva voluntat d'intentar encaixar i legitimar dues tendències, per una banda, la direcció política i espiritualista de la pedagogia racional o normativa (subratllant, lògicament, el primat de la segona sobre la primera) i per una altra, de la direcció quantitativa, centrada en l'anàlisi factorial, de la pedagogia experimental o aplicada. Així, doncs, la producció de Víctor García Hoz permet veure com es va elaborant un canvi en el discurs educatiu del primer franquisme per obrir-se als corrents tecnicistes de la segona etapa de la dictadura. Però mirant de mantenir els principis del franquisme i la catolicitat del sistema educatiu per presentar-los com a compatibles amb el caràcter científic de l'educació. Però García Hoz, anys després, assenyalà que la tasca de l'Instituto es veié limitada perquè, al costat de grandiloqüents objectius, la seva dotació fou molt escassa i acabà amb l'aparició dels Instituts de Ciències de l'Educació (ICE) als anys setanta del segle xx.

## Obres de García Hoz
- Tratado de educación personalizada (1997)
- Fuerte en la edad avanzada (1990)
- Educación personalizada (1985)
- La investigación del profesor en el aula (1984)
- La educación en la España del siglo XX (1980)
- Organización y dirección de centros educativos (1975)
- Normas elementales de pedagogía empírica (1970)
- La tarea profunda de educar (1962)
- Principios de pedagogía sistemática (1960, con sucesivas ediciones hasta 1990)
- Cuestiones de filosofía de la educación (1952)
- El nacimiento de la intimidad (1950)
- Sobre el maestro y la educación (1944)
- Pedagogía de la lucha ascética (1941)
- El concepto de lucha en la ascética española y la educación de la juventud (1940, Tesis Doctoral).

## Sobre García Hoz
- "Víctor García Hoz, Miembro de la Real Academia de Ciencias Morales y Políticas (España)". Diari El Sol. Madrid, 26/6/90.
- Millán Puelles, A.: “Víctor García Hoz: in memoriam”, s Bordón. Revista de orientación pedagógica, vol. 51, Nº 2, 1999, pags. 195-198. ISSN 0210-5934
- Homenaje a Víctor García Hoz. Número monogràfic de la Revista Española de Pedagogía. Año LVII, nº 212, enero-abril de 1999. Instituto Europeo de Iniciativas Educativas.